# Elecciones estatales de Chiapas de 2018
Las elecciones estatales de Chiapas de 2018 se realizaron el domingo 1 de julio de 2018, simultáneamente con las elecciones federales, y en ellas se renovaron los siguientes cargos de elección popular:
- Gobernador del Estado. Titular del poder ejecutivo del Estado, electo para un periodo de seis años no reelegibles en ningún caso. El candidato electo, Rutilio Escandón Cadenas, tomó posesión del cargo el 8 de diciembre de 2018.
- 40 diputados del Congreso del Estado. De los cuales 24 son electos por mayoría relativa y 16 por representación proporcional. Iniciaron su legislatura el 1 de octubre de 2018.
- 124 ayuntamientos. Compuestos por un presidente municipal y sus regidores, electos para un periodo de tres años no reelegibles para el periodo siguiente. Tomaron posesión del cargo el 1 de octubre de 2018.

## Elecciones internas
Para las elecciones estatales se registraron las tres coaliciones partidarias existentes para las elecciones federales: Juntos Haremos Historia, conformada por el partido Movimiento Regeneración Nacional (Morena), el Partido del Trabajo (PT) y el Partido Encuentro Social (PES); la coalición Por México al Frente adoptó en el estado el nombre de Al Frente por Chiapas y se compone del Partido Acción Nacional (PAN), el Partido de la Revolución Democrática (PRD) y el partido Movimiento Ciudadano (MC); y la coalición Todos por México, conformada por el Partido Revolucionario Institucional (PRI), el Partido Verde Ecologista de México (PVEM), el Partido Nueva Alianza (PANAL) y los partidos estatales Mover a Chiapas y Chiapas Unido.
Tras la ruptura de la coalición con el PRI por la gubernatura de Chiapas, el Partido Verde se sumó al Frente en la entidad, por lo que junto con el PAN, PRD Movimiento Ciudadano, Chiapas Unido y Mover a Chiapas impulsarán una candidatura común. El 18 de febrero, el Partido Verde en Chiapas notificó al Instituto Electoral Estatal que decidió retirarse de la coalición Todos por Chiapas, en la que participaba con el PRI y Nueva Alianza, mientras que el PRD, PAN y Movimiento Ciudadano terminaron previamente con la coalición que habían conformado denominada Por Chiapas al Frente. Posteriormente, el 25 de febrero, la dirigencia nacional del partido Verde interpuso una queja ante el INE en contra de la decisión tomada por los representantes del partido en Chiapas, manteniendo la alianza ya establecida con el PRI.

## Candidaturas independientes
El 21 de marzo de 2018 el Instituto Electoral del Estado de Chiapas aceptó la participación de 55 candidaturas independientes en los comicios estatales. De ellos 46 son para ayuntamientos, seis para diputaciones locales y tres para gobernador de Chiapas: Jesús Alejo Orantes Ruiz, Lenin Ostilio Urbina Trujillo y Horacio Culebro Borrayas. El 26 de abril, tres días antes del inicio de las campañas, el Instituto electoral canceló el registro de Lenin Ostilio como candidato independiente debido a la presencia de irregularidades en el 45% de las firmas de apoyo recabadas.

## Campañas
El 29 de abril iniciaron las campañas a la gubernatura. Roberto Albores del PRI y José Aguilar del PAN iniciaron su campaña en Tapachula, Rutilio Escandón de Morena empezó en Palenque y el candidato independiente Jesús Alejo inició sus actividades en el municipio de Venustiano Carranza, acompañado de Jaime Rodríguez «El Bronco», candidato independiente a la presidencia de México.
El 23 de mayo el Partido Verde Ecologista de México (PVEM) y los partidos locales Chiapas Unido y Mover a Chiapas rompieron la alianza que mantenían con el Partido Revolucionario Institucional (PRI) y Nueva Alianza (PANAL). El 25 de mayo los partidos separados crearon la coalición La fuerza de Chiapas y registraron como candidato a la gubernatura del estado a Luis Fernando Castellanos Cal y Mayor, alcalde de Tuxtla Gutiérrez, capital de Chiapas.

## Encuestas de intención de voto
| Encuestadora      | Fecha                   | Roberto Albores | José Antonio Aguilar | Rutilio Escandon | Independiente | Otro  | NC/NS  |
| ----------------- | ----------------------- | --------------- | -------------------- | ---------------- | ------------- | ----- | ------ |
| Encuestadora      | Fecha                   |                 |                      |                  |               | Otro  | NC/NS  |
| Arias Consultores | 17 de diciembre de 2017 | 14.3%           | -                    | 39.3%            | -             | 29.1% | 17.1%  |
| Massive Caller    | 17 de enero de 2018     | 13.1%           | 15.7%                | 33.8%            | 8.3%          | 4.4%  | 24.8%  |
| Massive Caller    | 24 de enero de 2018     | 14.7%           | 16.7%                | 33.2%            | 11.5%         | 4.1%  | 19.8%  |
| Massive Caller    | 14 de febrero de 2018   | 12.4%           | 15.0%                | 32.3%            | 11.6%         | 5.9%  | 22.5%  |
| Massive Caller    | 21 de febrero de 2018   | 13.0%           | 15.7%                | 29.9%            | 14.5%         | 5.3%  | 21.3%  |
| Arias Consultores | 24 de febrero de 2018   | 10.6%           | 10.6%                | 40.8%            | -             | 13.4% | 24.6%  |
| Massive Caller    | 27 de febrero de 2018   | 11.8%           | 20.7%                | 28.3%            | 11.0%         | 7.0%  | 21.2%  |
| Massive Caller    | 13 de marzo de 2018     | 11.2%           | 21.0%                | 33.1%            | 8.4%          | 7.8%  | 18.6%  |
| Arias Consultores | 5 de abril de 2018      | 20.7%           | 13.5%                | 35.5%            | -             | -     | 30.4%  |
| Opinión Pública   | 8 de abril de 2018      | 26.5%           | 8.1%                 | 35.1%            | 5.0%          | 8.1%  | 17.2%  |
| Opinión Pública   | 25 de abril de 2018     | 24.3%           | 13.1%                | 41.5%            | 2.7%          | 7.9%  | 10.6%  |
| El Universal      | 30 de abril de 2018     | 23.0%           | 11.8%                | 39.0%            | 3.4%          | 7.2%  | 15.6%  |
| Opinión Pública   | 7 de mayo de 2018       | 22.8%           | 9.7%                 | 46.7%            | 3.0%          | 6.7%  | 11.1%  |
| Arias Consultores | 18 de mayo de 2018      | 11%             | 15%                  | 34%              | -             | -     | 40%    |
| Opinión Pública   | 23 de mayo de 2018      | 26.0%           | 10.2%                | 38.3%            | 3.3%          | 8.6%  | 13.6%  |
| Arias Consultores | 28 de mayo de 2018      | 14.5%           | 21.2%                | 36.0%            | -             | -     | 28.3%  |
| Arias Consultores | 4 de junio de 2018      | 16.9%           | 22.1%                | 35.0%            | -             | -     | 26.0%  |
| Opinión Pública   | 4 de junio de 2018      | 22.3%           | 13.4%                | 45.2%            | 3.6%          | 7.1%  | 8.4%   |
| Arias Consultores | 11 de junio de 2018     | 18.50%          | 22.30%               | 37.70%           | -             | 5.40% | 16.20% |
| Berumen/Ipsos     | 12 de junio de 2018     | 16.2%           | 9.5%                 | 45.5%            | 13.4%         | 4.4%  | 11.0%  |
| Arias Consultores | 18 de junio de 2018     | 20.1%           | 19.5%                | 35.1%            | -             | 3.2%  | 22.1%  |
| Arias Consultores | 26 de junio de 2018     | 16.5%           | 21.3%                | 35.4%            | -             | 4.7%  | 22.0%  |

## Resultados electorales

### Congreso del Estado de Chiapas
|  | 35.10 % |

|  | 15.15 % |

|  | 13.16 % |

|  | 4.83 % |

|  | 4.52 % |

|  | 4.26 % |

|  | 3.82 % |

|  | 3.55 % |

|  | 2.78 % |

|  | 2.35 % |

|  | 2.30 % |

|  | 0.86 % |

|  | 7.33 % |

|  | 100 % |

### Ayuntamientos
|  | 21.62 % |

|  | 21.37 % |

|  | 15.74 % |

|  | 7.72 % |

|  | 6.81 % |

|  | 5.53 % |

|  | 4.15 % |

|  | 2.88 % |

|  | 2.84 % |

|  | 2.36 % |

|  | 2.17 % |

|  | 1.41 % |

|  | 94.60 % |

|  | 5.40 % |